# Larissa Dolina
Larissa Dolina, née à Bakou le 10 septembre 1955, est une chanteuse de jazz et actrice soviétique, puis, russe. Elle a reçu l'Ordre de l'Honneur en 2005. 

## Biographie
Larissa naît le 10 septembre 1955 à Bakou, dans une famille juive, fille d'Alexander et Galina Kudelman (née Dolina). À l'âge de trois ans, elle déménage avec ses parents à Odessa.
À l'âge de six ans, elle entre à l'école de musique pour enfants d'Odessa, dont elle obtient le diplôme de violoncelle en 1970. Elle est diplômée de l'école secondaire d'Odessa en tant qu'étudiante externe.
Sa carrière musicale débute en 1971 dans l'orchestre pop Nous sommes des habitants d'Odessa. Plus tard, elle devient soliste de groupes musicaux tels que l'Orchestre des variétés d'État d'Arménie sous la direction de Konstantin Orbelian et l'Ensemble des variétés d'État d'Azerbaïdjan sous la direction de Polad Bülbüloğlu.
Après que Dolina ait reçu le deuxième prix et le titre de lauréate au 11e Concours panrusse de la chanson à Sotchi en 1978, elle est invitée à travailler dans l'orchestre pop-jazz Sovremennik dirigé par Anatoly Kroll.
En 1984, elle est diplômée du département pop de l'Académie russe de musique Gnessine. Un an plus tard, Dolina commence sa carrière solo.

## Filmographie
- 1983 : Nous sommes du jazz (Мы из джаза) de Karen Chakhnazarov : Clémentine Fernandes
- 1985 : Coordonnées de mort (Координаты смерти) de Samvel Gasparov : voix de Kat Francis dans la ballade The land of vietnamiens